# Trafic sexuel aux Philippines
Le trafic sexuel aux Philippines est la traite des êtres humains à des fins d'exploitation et d'esclavage sexuels qui a cours dans la république des Philippines. Les Philippines sont un pays d'origine et, dans une moindre mesure, un lieu de destination et de transit pour les personnes victimes de trafic sexuel.

## Généralités

### Victimes
Des ressortissants philippins (en), principalement des femmes et des jeunes filles, subissent le trafic sexuel dans les diverses provinces des Philippines, ainsi que dans d'autres pays en Asie et sur d'autres continents,. Certaines victimes sont déplacées avec des visas pour étudiants, stagiaires ou programmes d'échanges. Les enfants, les personnes démunies et celles dont l'instruction est sommaire sont davantage exposées à ce trafic,,,,,,,. Les autres profils à risque sont les personnes autochtones et celles chassées de leur domicile à cause des typhons, des conflits et de la violence.
Les trafiquants passent par différents canaux sur Internet, des réseaux sociaux, des applications mobiles, des emails, afin d'attirer les victimes,. Les victimes de trafic sexuel sont piégées par des impostures et forcées de se prostituer, de contracter un mariage,, de porter un enfant ou d'exécuter un travail sous contrainte. Leurs papiers administratifs, dont leurs passeports, leur sont souvent confisqués. Les victimes subissent des menaces ou elles sont attachées ou enfermées puis les agresseurs leur infligent des traumatismes physiques ou psychologiques. Nombre d'entre elles sont atteintes de trouble de stress post-traumatique et font des cauchemars. Les victimes de viols peuvent être contaminées par des infections sexuellement transmissibles et elles sont sujettes à des maltraitances, des problèmes de malnutrition et des conditions de vie médiocres, y compris des pièces mal ventilées,. Certaines victimes sont contraintes de pratiquer des actes sexuels avec des animaux.

### Autorités et trafiquants
Les hauts fonctionnaires et la police sont complices des criminels. De nombreux trafiquants sont membres du crime organisé ou sont cooptés par celui-ci,.
Certains responsables du gouvernement, ainsi que des étrangers, tirent profit du trafic sexuel aux Philippines. Les criminels sont parfois des membres de la famille de la victime, ou ses amis,. Des pédocriminels voyagent dans le pays pour s'adonner au tourisme sexuel sur les mineurs,,.
Le manque de données empêche de connaître l'ampleur réelle du trafic sexuel aux Philippines. La corruption est omniprésente,. Le gouvernement a reçu des critiques à cause de son inaction pour appliquer les lois dans certains secteurs et parce qu'il ne propose pas d'aide suffisante aux victimes en termes de protection et de réintégration,.

## Trafic sexuel par Internet
Le trafic sexuel par Internet, ainsi que l'exploitation des victimes dans la pornographie, représente un grave problème,,,. Les victimes de trafic sexuel sont parfois forcées d'exécuter des actes sexuels qui sont diffusés en direct par webcam,.
En 2020, l'UNICEF estime que les Philippines sont l'épicentre mondial du trafic sexuel par Internet ; sur dix enfants ou adolescents, huit sont en danger de subir des abus sexuels diffusés en ligne. Le Bureau de la cybercriminalité du département de la Justice a reçu des centaines de milliers de signalements sur des vidéos et images d'enfants philippins victimes d'exploitation sexuelle sur Internet. La lutte contre le trafic sexuel en ligne dans le pays est menée par la police nationale, associé au Women and Children Protection Center (WCPC), au Philippine Internet Crimes Against Child Center (PICACC), au Philippine InterAgency Council Against Trafficking (IACAT, organisme du département de la Justice) et au département du bien-être social et du développement.
Dans la province de Cebu, Rancho ni Cristo est un refuge réservé au rétablissement des enfants victimes d'abus sexuels en ligne. Dans ce foyer, les enfants reçoivent de la nourriture, des soins médicaux, un soutien psychologique, du mentorat ainsi qu'une formation .

## «Bars juteux»
Des femmes et jeunes filles philippines sont transportées clandestinement depuis les Philippines vers la Corée du Sud, où elles deviennent des esclaves sexuelles dans des « bar juteux » (juicy bars), qui vendent leurs prestations aux militaires et aux contractuels de l'United States Forces Korea,,.

## Organisations non gouvernementales
Destiny Rescue USA, basée à Fort Wayne dans l'Indiana, secourt les personnes victimes de trafic sexuel aux Philippines,.
L'International Justice Mission (IJM) lutte contre la traite sexuelle par Internet aux Philippines,.